# タイ国鉄THN型気動車
タイ国鉄THN型気動車（タイこくてつTHNがたきどうしゃ）は、1983年7月8日に営業運転を開始したタイ国有鉄道の一般形気動車である。
その車番から1100形と呼ばれる場合もある。

## 導入の経緯
THN型導入前のタイ国鉄では、RHN型（本線・支線用）やRTS型（メークローン線専用）が活躍していた。これらの気動車は全て日本製であり、性能も良く好評であった。そのため、気動車の一層の充実と動力近代化を図ることとなり、三井物産を窓口として新たな日本製気動車が輸入された。これがTHN型である。
THN型は在来車の置換え（26両）と、まもなく開業する予定だった東本線サッタヒープ支線用（14両）として、1983年に日本の東急車輛製造（1101-1114）、日立製作所（1115-1127）、日本車輌製造（1128-1140）において製造された。
ただしサッタヒープ支線の開業は1989年まで遅れ、また元々貨物主体の路線であり旅客需要がほとんど存在しなかったことから本形式の投入は見送られている。
なお、のちに兄弟車として製造されたNKF型の仕様がTHN型とほとんど同じであることから、しばしばまとめてTHN系やTHN-NKF型とも呼ばれる。

## 車両

### 構造
THN型以前のタイ国鉄の気動車は、全て動力車と付随車の組合せで運用されていた。しかし、THN型ではその原則を放棄し、全ての車両を動力車とした。また、路盤強化と軌道改良が進んだこともあり、RHN型では90 km/hであった最高速度が100 km/hに引き上げられている。

### 車体
車体は1970年に製造されたRTS型の先頭車と類似しており、片側2扉でコルゲート付きのステンレス鋼製車体である。ただしRTS型では片開きだったドアが両開きになっている、グローブ型ベンチレーターから独特の小型のベンチレーターに変更されているなど各所に違いがある。
タイ国鉄のホームは基本的に低床であり、客室の床との段差が大きいため乗降扉にはステップが設置されている。しかし近年バンコク近郊を中心に高床ホームが登場しており、高床ホーム用として一部のドアに低床ホーム用のステップを覆うような板が設置された車両も現れた。

### 塗装
塗装は、登場時は警戒色として前面の窓部以外が黄色に塗装されており、また車体腰部に黄色の帯が巻かれていた。現在では青色、オレンジ色、薄桃色を組み合わせた複雑な塗装となっている。この塗装には、腰部及び幕板部の帯以外がすべてステンレス地のもの、帯に加え窓周辺が青色に塗装されているもの、帯部以外の全体が青色に塗装されているものの3種類が見られる。
なお、一時期ハジャイ駅とマレーシアの間をスンガイコーロックを経由して運行する国際列車用として、登場時の塗装に黄緑色と赤色を足した車両が存在した模様。

### 車内
車内はベージュ系を基調、座席配置はセミクロスシートとし、車内の造りは日本国内向けの車両と類似している。また、非冷房のため扇風機が天井に設置されている。客用扉は引き戸式。また座席はコイル式クッションを合皮で覆った形状の、客車用とほぼ同様のものである。

以上の特徴が日本国鉄・JRのキハ47形に近いことから、日本の鉄道ファンの間ではNKF型とともに「タイのキハ47」の愛称も用いられていた。

## 運用
当初は近郊列車用として投入された本形式であったが、現在は急行列車に至るまで、後に登場した兄弟車のNKF型と共通運用で北本線、東北本線、東本線、南本線と各本線の支線で運行されている。
北本線、東北本線では全線にわたって使用されているが、東本線ではサッタヒープ支線での定期運用がない。また南本線では定期列車が本線フワヒン駅以北及びスパンブリー支線、週末のみ運転される団体観光列車が本線スワンソン・パディパット停車場以北及びナムトク支線ナムトック駅以東で運転され、フワヒン以南での定期運用は持たない。
特に、600 km以上を走るバンコク・クルンテープ発ノンカーイ行の東北本線急行77列車及びその復路である急行78列車は、夜行列車であるにもかかわらずセミクロスシートであり、またエンジンの騒音や振動も大きいため、THN型が投入される列車としてはとりわけ過酷な列車として特筆される。
1102,1125 はマハーチャイ線で運用されている。